# Perevalsk
Perevalsk (ukrajinsky Перевальськ; rusky Перевальск) je město v Luhanské oblasti na Ukrajině. Nachází se v oblasti Donbasu 45 kilometrů jižně od Luhansku a v těsném sousedství většího Alčevska. V roce 2013 žilo v Perevalsku zhruba pětadvacet tisíc obyvatel.

## Dějiny
Perevalsk byl založen jako hornická vesnice v roce 1889 pod jménem Seleznivskyj Rudnyk (ukrajinsky Селезнівський Рудник), což bylo v roce 1924 změněno na imeni Paryzkoji Komuny (ukrajinsky імені Паризької Комуни) na počest Pařížské komuny. V roce 1938 byl název zkrácen na Parkomunna. V roce 1964 došlo k povýšení na město a to dostalo současné jméno.